# Pelzhandel

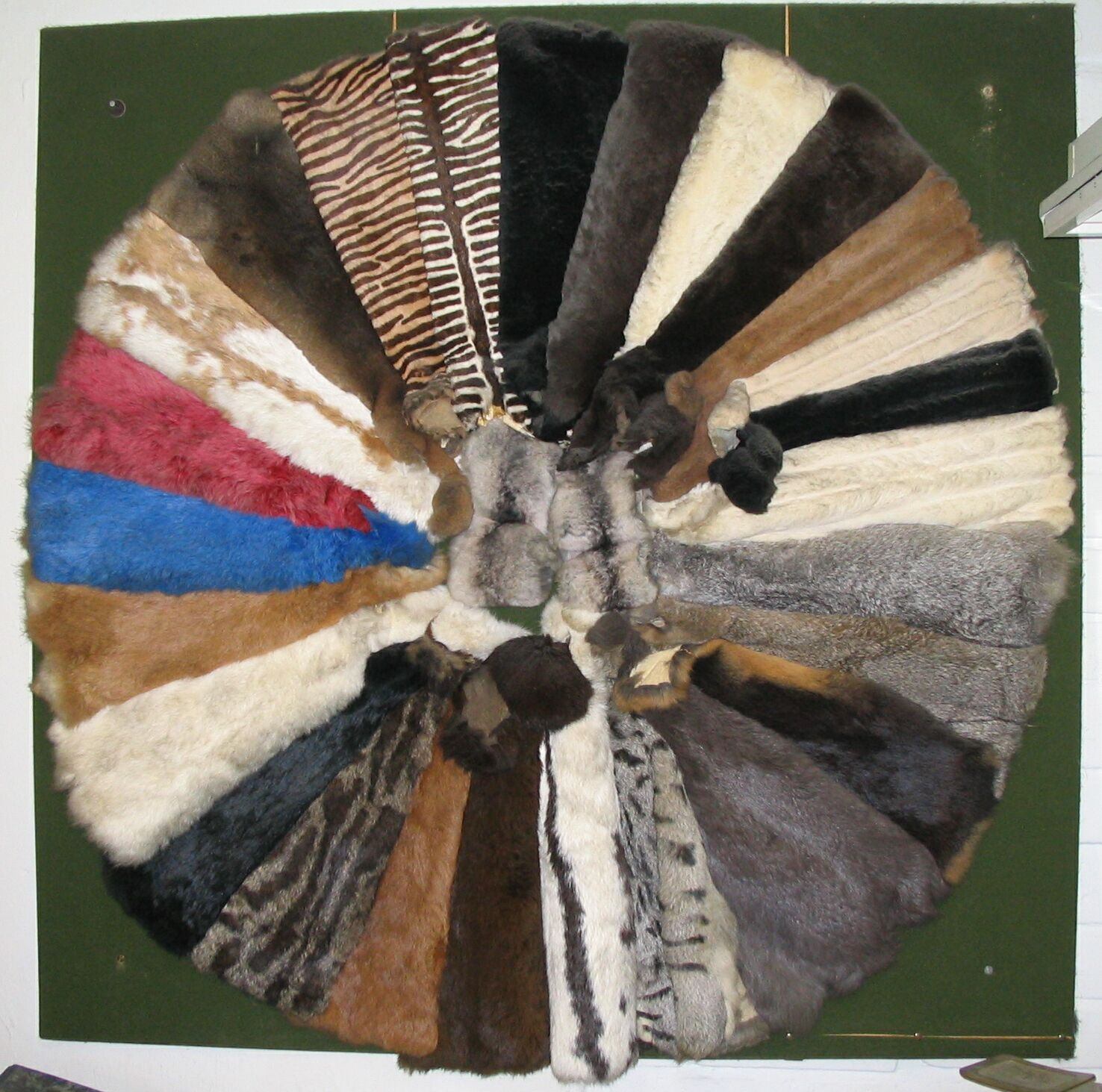
Kanin-Musterfelle als Wanddekoration bei einem Großhändler im Pelzhandelszentrum Niddastraße in Frankfurt am Main

Als Pelzhandel wird der Handel mit Fellen (Rauchwaren) und Pelzprodukten (Kleidung und anderes) bezeichnet.
Besondere wirtschaftliche Bedeutung erlangte ab dem 16. Jahrhundert bis ins 19. Jahrhundert der Pelzhandel in Nordamerika. Eine ähnliche Stellung kam dem Wildfellhandel aus den neu erschlossenen östlichen Weiten Russlands zu. Eine wichtige Handelsware waren immer schon Lammfelle, eine Besonderheit bilden hier die Persianerfelle des Karakulschafs, die aus dem russisch-zentralasiatischen Raum nach auf den Rauchwarenhandelsplatz Brühl in Leipzig und nach dem Zweiten Weltkrieg in das Pelzhandelszentrum Niddastraße in Frankfurt am Main importiert wurden.
Ein Zentrum des europäischen Pelzhandels war bis 2024 Dänemark mit den Auktionen von Kopenhagen Fur. Die Hauptmesse der europäischen Pelzbranche ist die Mifur in Mailand, Italien. Die Verwertung der Pelzreste findet hauptsächlich in der griechischen Provinz Kastoria statt, vor allem in und um die benachbarten Orte Kastoria und Siatista.